# Коњевићи (Кладањ)
Коњевићи су насељено мјесто у Босни и Херцеговини у општини Кладањ које административно припада Федерацији Босне и Херцеговине. Према попису становништва из 2013. године, у насељу је живио свега 1 становник.

## Становништво
| Националност | 1991. | 1981. | 1971. | 1961. |
| Срби         | 61    | 75    | 83    | 77    |
| Укупно       | 61    | 75    | 83    | 77    |

| Демографија | Демографија | Демографија |
| Година      | Становника  | Становника  |
| ----------- | ----------- | ----------- |
| 1961.       | 77          |             |
| 1971.       | 83          |             |
| 1981.       | 75          |             |
| 1991.       | 61          |             |